# Franz Josef Pey

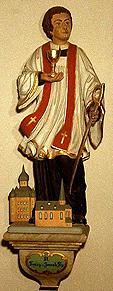
Pey-Statue von Irma Rückert in St. Mauritius, Kärlich

Franz Josef Pey oder  François Joseph Pey (* 29. Januar 1759 in Solliès-Pont, Provence; † 2. September 1792 in Paris) war ein katholischer Priester, der von Papst Pius XI. am 17. Oktober 1926 als Märtyrer seliggesprochen wurde. Er ist Patron des Bischöflichen Priesterseminars Trier (Gedenktag: 29. Januar).

## Leben
Pey wurde als zweites von neun Kindern einer Arztfamilie geboren. Nach den Gymnasialjahren in Aix-en-Provence kam er zu philosophisch-theologischen Studien nach Paris und ging 1779 in das Trierer Priesterseminar, bedingt durch die Freundschaft eines Onkels mit dem Trierer Kurfürsten. Am 10. August 1784 weihte ihn der Trierer Kurfürst und Erzbischof Clemens Wenzeslaus in der Kapelle des Kurfürstlichen Schlosses zu Kärlich zum Priester.
Ab 1784 war Pey erneut zum Studium an der Sorbonne in Paris, das er mit dem Magister artium abschloss. Ab 1788 war er Vikar in der Pfarrei St. Landry in Paris. Während der Französischen Revolution wurde er am 10. August 1792 zusammen mit anderen Priestern verhaftet und in der Nacht zum 3. September 1792 zusammen mit 190 anderen Geistlichen hingerichtet. Die Möglichkeit einer Flucht, die ihm ein Vetter angeboten hatte, nutzte er nicht.
In Mülheim-Kärlich ist eine Straße nach ihm benannt.